# Genrikh Genrikhovich Manizer
H.H. Manizer ou Henrich Henrikhovitch Manizer foi um etnógrafo de nacionalidade russa que, entre importantes trabalhos, produziu valiosas monografias etnográficas sobre dois povos indígenas do Brasil, onde esteve nos anos de 1914 e 1915. 
O etnógrafo, cujo nome é transliterado ao Português como Henrich Henrikhovitch Manizer (ou também Genrikh Genrikhovich Manizer), nasceu em 1889, e foi o nome mais importante da segunda expedição russa à América do Sul. Manizes esteve por seis meses entre os Krenak ou Botocudos de Minas e por três meses conviveu com os Kaingang paulistas (entre 1914 e 1915). 
No Brasil (e na Rússia) também pesquisou documentação sobre a primeira expedição russa ao Brasil, a "Expedição Langsdorff" (1821-1829), produzindo o primeiro trabalho histórico sobre ela (esse texto manteve-se inédito por três décadas após a morte de Manizer).
A I Guerra Mundial, na Europa, levou a abreviar-se a expedição de Maniser, que morreu de tifo na frente ocidental (seg. Strelnikov, também membro da expedição ao Brasil). 
O trabalho etnográfico de Manizer sobre os Kaingang paulistas só veio à luz, em uma versão francesa (Les Kaingang de Sao Paulo), por obra de Strelnikov, em 1930 (Congresso Internacional de Americanistas, em New York), e no Brasil só foi publicado em 2006, como Os Kaingang de São Paulo (Os Kaingang de São Paulo), por iniciativa da Editora Curt Nimuendajú (www.curtnimuendaju.com.br), em tradução de Juracilda Veiga.